# Daïra de Timezrit
La daïra de Timezrit est une circonscription administrative algérienne située dans la wilaya de Béjaïa et la région de Petite Kabylie. Son chef-lieu est situé sur la commune éponyme de Timezrit.
La daïra regroupe la seule commune de Timezrit.

## Géographie

### Localisation
| Sidi-Aïch | El Kseur          | Amizour |
| Sidi-Aïch | daïra de Timezrit | Amizour |
| Seddouk   | Amizour, Seddouk  | Amizour |